# Поликарпов, Николай Николаевич
Никола́й Никола́евич Полика́рпов (28 мая (9 июня) 1892, село Георгиевское, Ливенский уезд, Орловская губерния — 30 июля 1944, Москва) — русский и советский авиаконструктор, глава ОКБ-51 (впоследствии — ОКБ Сухого). Дважды лауреат Сталинской премии, Герой Социалистического Труда. Поликарпов является одним из основоположников советской школы самолётостроения. Созданные под его руководством многоцелевые самолёты У-2 (По-2) и Р-5 были одними из лучших в своём классе, а И-15 бис, И-153 «Чайка» и И-16 стали основой истребительной авиации СССР 1934—1941 годов, за что конструктор заслужил репутацию «короля истребителей».

## Происхождение
Родился 28 мая (9 июня) 1892 года на выселках Поповка (где находились Георгиевская церковь и дом священника) близ села Георгиевское (ныне Калинино, Ливенский район, Орловская область) в семье сельского священника Николая Петровича Поликарпова (1867—1938), который позднее стал обновленческим архиереем:480-481.
Дата рождения долгое время вызывала большие вопросы, так как в различных источниках давалась то как 8 июня (н.ст) (например, на могильном памятнике), то как 8 июля (н.ст.) 1892 г.. Сам Н. Н. Поликарпов дате рождения уделял мало внимания — в его анкетах разных лет можно встретить различные даты. Возможно это связано с тем, что в семье было принято отмечать не день рождения, а именины. Лишь в 1980-е годы в Орловском областном архиве в фонде бывшей Орловской духовной семинарии было найдено метрическое свидетельство Н. Н. Поликарпова. В нём значилось: «тысяча восемьсот девяносто второго года, мая двадцать восьмого рождён, а двадцать девятого крещён Николай; родители его села Георгиевского что на Сосне священник Николай Петров Поликарпов и законная жена его Александра Сергиева, оба православные». Фотокопия данного свидетельства была опубликована в книге-альбоме к 110-й годовщине со дня рождения авиаконструктора:18. Там же.:38 опубликовано свидетельство, выданное Н. Н. Поликарпову в Орловской духовной семинарии перед сдачей им экстерном экзаменов за курс классической гимназии. В нём говорилось: «Воспитанник Орловской Духовной Семинарии 5 класса Николай Поликарпов сын священника села Георгиевского на Сосне, Ливенского уезда, Орловской губернии Николая Поликарпова родившийся в двадцать восьмой день мая месяца тысяча восемьсот девяносто второго (1892) года…», что согласуется с данными метрического свидетельства. Уточнённая дата рождения биографами Н. Н. Поликарпова непосредственно до редакции Большой советской (впоследствии российской) энциклопедии не доводилась.
Отец происходил из рода потомственных священнослужителей. Кроме церковного служения он преподавал в ряде школ Ливенского уезда; в феврале 1914 году, «в награду особо усердного исполнения в течение двадцати пяти лет обязанностей по обучению в народных школах», он был удостоен ордена Св. Анны 3-й степени. В 1888 году Николай Петрович женился на дочери состоятельного священника Александре Сергеевне Аракиной (умерла от тифа в 1920 году), мать которой, Мария Борисовна, в девичестве Преображенская (1837—1892), в свои ранние годы жила в Спасском-Лутовиново — имении писателя Ивана Сергеевича Тургенева; её отец, дьякон Борис Преображенский, как считают некоторые исследователи, мог послужить прототипом Базарова из романа Тургенева «Отцы и дети». С июня 1890 года Николай Петрович Поликарпов стал служить в церкви села Георгиевское Ливенского уезда. Он неоднократно избирался депутатом на съезды духовенства. С 1902 года — благочинный в округе, в 1913 году был переведён в Орёл, где председательствовал в Комитете по управлению свечным заводом, был членом епархиального совета. Много внимания уделял помощи бедным, сиротам, погорельцам, во время Русско-японской и Первой мировой войн жертвовал средства на нужды общества Красного Креста и в помощь раненым. В 1920 году после смерти жены примкнул к движению обновленчества, 1923 году был рукоположён в епископа Клинского, викария Московской епархии, с 1926 года — епископ Брянский. В 1927 году возведён в сан архиепископа. С 1928 по 1937 годы был архиепископом Ахтырским, Тверским, Могилёвским, Тульчинским; с 22 июля 1936 года — архиепископ Винницкий. С 14 декабря 1937 года был уволен за штат по возрасту. Умер по дороге домой, в январе 1938 года, раздав всё имущество и деньги.
В семье кроме Николая было ещё шестеро детей: Лидия (род. 1890), Нина (род. 1894), Владимир (род. 1896), Ольга (род. 1898), Сергей (род. 1901), Александра (род. 1903).

## Биография

### Ранние годы

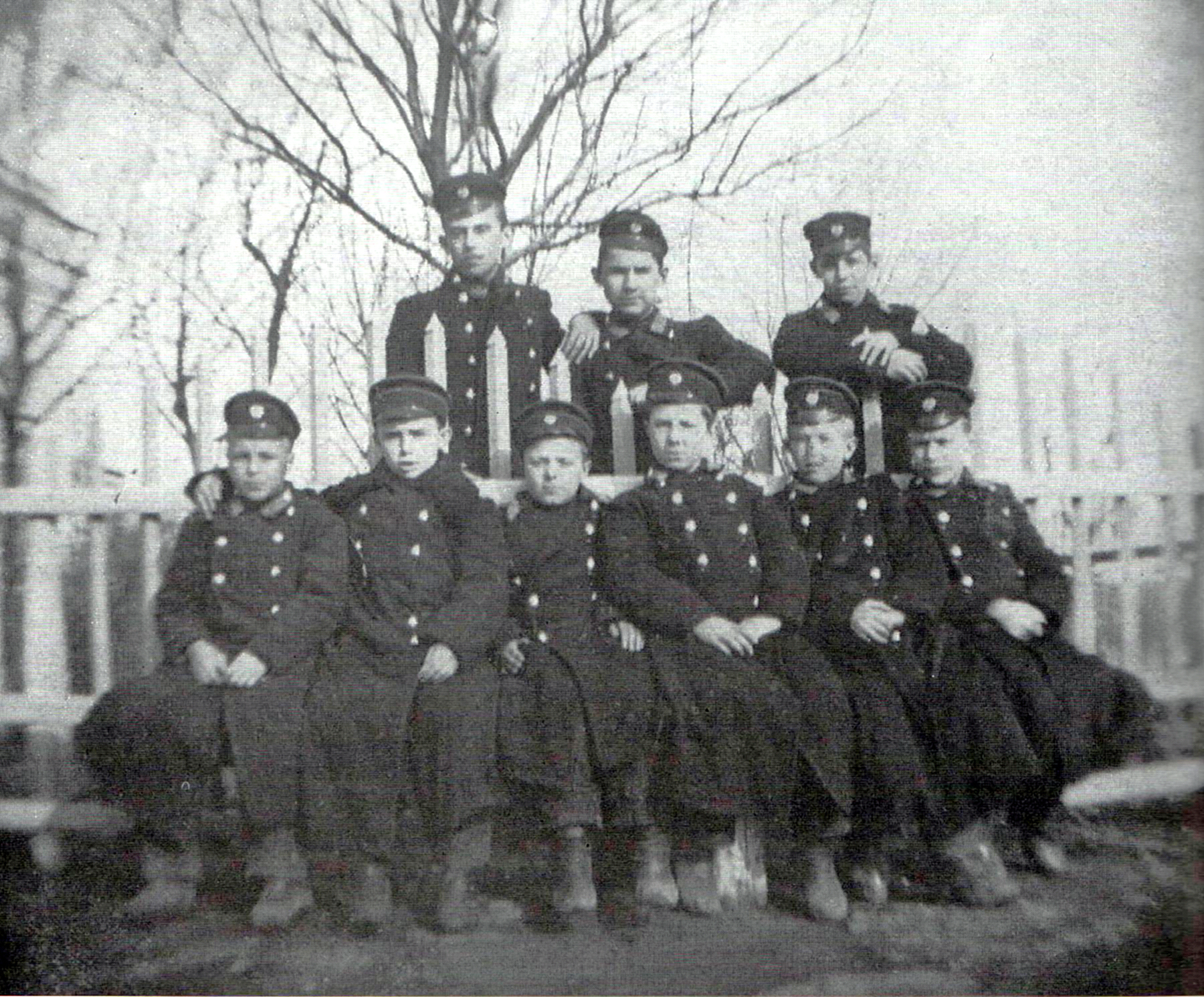
Ученики Ливенского духовного училища
(первый ряд, 2-й слева — Н. Поликарпов). Март 1903 г.

Николай Поликарпов с детства отличался хорошей памятью, любил строить, рисовать, в 5 лет научился читать. В девятилетнем возрасте его отдали в Ливенское духовное училище, которое он окончил в июне 1907 года «по первому разряду», получив право перевода в первый класс духовной семинарии без вступительных экзаменов. В Орловской духовной семинарии он также входил в число лучших учеников, однако, не помышляя о духовной карьере, решил поступить в Петербургский политехнический институт. Решение было серьёзным, поскольку институт взимал высокую плату за обучение, кроме того, необходимо было оплатить пройденный курс духовной семинарии, где Поликарпов обучался бесплатно. Слушатели духовных семинарий в институт не принимались, и Николай Поликарпов сдал экстерном экзамены в 1-й Орловской гимназии. 22 июня 1911 года он подал прошение о зачислении его в число студентов.

#### Петербургский политехнический институт
Пройдя по конкурсу аттестатов, Николай Поликарпов в 1911 году стал студентом кораблестроительного отделения института, позднее, в 1914 году, выбрав специализацию «инженер-механик по паровым турбинам, двигателям внутреннего сгорания, системам отопления и вентиляции». Одновременно, увлёкшись авиацией, в 1913 году он поступил на «Курсы авиации и воздухоплавания» при кораблестроительном отделении института.
В семье Поликарповых одновременно обучалось 6 детей, и финансовые трудности заставляли Николая усиленно работать. Летнюю практику 1912 года он проходит в Ливенском земстве, работая техником на ремонте шоссе и моста в с. Жерино. В 1913 году — помощник прораба на строительстве моста в с. Казинки. В 1914 году на Николаевском судостроительном заводе (Николаев) в отделе дизелестроения. В 1915 году на Авиационном заводе В. А. Лебедева (Петроград), в должности инженера. В 1914—1915 годах, параллельно с обучением на двух отделениях института, работает инженером по заказам в Петроградском филиале московского завода «Дукс», на котором в то время была предпринята попытка организации КБ и разработки гидросамолёта собственной конструкции. Николай Поликарпов также участвовал в работе как инженер по заказам, однако результата добиться не удалось и КБ было закрыто.
26 января 1916 года Поликарпов успешно защитил дипломный проект на тему «Дизель „морского типа“ мощностью 1000 л. с.» и получил звание «инженер-механик I степени». Курсы авиации и воздухоплавания закончил в конце 1916 года, но дипломный проект на тему «двухмоторный транспортный самолёт» защитить не удалось, вероятно, сказалась сложная обстановка в стране и большая загруженность на работе.

#### Завод «Авиабалт»
На способного студента обратил внимание главный инженер авиационного отделения Русско-Балтийского вагонного завода (АО РБВЗ, «Авиабалт») И. И. Сикорский, который направил на него именную заявку в Управление Военно-Воздушного флота Российской империи. Николай Поликарпов сразу после института по трудовой мобилизации военного времени начинает работать на РБВЗ заведующим производством истребителей С-16, позднее привлекаясь к модернизации самолётов С-16, «Илья Муромец» и к проектированию новых: С-18, С-19, С-20.
Экономические трудности I мировой войны, последующие забастовки и революции привели к развалу промышленности и фактической остановке завода «Авиабалт». Авиаконструктор И. И. Сикорский, не найдя общего языка с новой властью, эмигрировал за границу в начале 1918 года. Николай Поликарпов от эмиграции отказался и покинул завод в марте 1918 года, перейдя на работу во Всероссийскую коллегию по управлению Рабоче-Крестьянским Воздушным флотом.

### Работа в Советской России

#### ГУВФ
В марте 1918 года в связи с переносом столицы все руководящие органы РСФСР, в том числе Всероссийская коллегия по управлению Рабоче-Крестьянским Воздушным флотом, переезжают в Москву. Вскоре Всероссийская коллегия по управлению Рабоче-Крестьянским Воздушным флотом преобразовывается в Главное управлении Рабоче-Крестьянским Воздушным флотом (ГУВФ, «Главвоздухфлот»). Поликарпов занимает должность столоначальника 8-го отдела, ведая вопросами снабжения, планирования и строительства авиационных заводов. После августа 1918 года он переходит работать на завод «Дукс», продолжая выполнять отдельные поручения ГУВФ до 1920 года.

#### Завод «Дукс» (ГАЗ № 1)
С 15 августа 1918 года Поликарпов — ведущий сотрудник технического отдела на заводе «Дукс», с 1922 года — начальник технического отдела. С 6 февраля 1923 года он переведён на должности ответственного конструктора завода и одновременно зам. начальника конструкторской части «Главкоавиа» на место Д. П. Григоровича. Первая работа заключалась в обеспечении производства и модернизации выпускавшихся самолётов «Ньюпор-17», «Ньюпор-21», «Ньюпор-23», «Фарман-30», «Илья Муромец» и др.
В августе 1922 года завод получает задание освоить производство самолётов Airco DH.9. Поликарпов производит полный перерасчёт конструкции и вносит в неё значительные конструктивные изменения, через год создав разведчик Р-1, ставший первым массовым советским самолётом. Одновременно Поликарпов совместно с И. М. Косткиным и А. А. Поповым в инициативном порядке разрабатывает и строит первый в мире истребитель — свободонесущий низкоплан оригинальной конструкции ИЛ-400 (И-1) (1923 год), а также разведчик (РЛ-400) и штурмовик (ОЛ-1 «Боевик») на его базе. Проект был смелым для своего времени, однако недостаток опыта и недоведённость конструкции привели к тому, что самолёт был построен только малой серией в 33 экземпляра.
С августа 1924 года по январь 1925 года Поликарпов занимает должность заведующего производством ГАЗ № 1. В период с января 1925 года по октябрь 1926 года он начальник опытного отдела ГАЗ № 1, с октября 1926 года по январь 1928 года — начальник Отдела сухопутного самолётостроения (ОСС) ЦКБ Авиатреста. В этот период Поликарпов много сделал для организации в СССР опытного самолётостроения, основанного на разделении этапов проектирования, им были разработаны первые методики проектирования, постройки и испытания опытных машин, производства статических испытаний, расчётов на прочность и продольную статическую устойчивость, исследовались штопорные свойства самолётов.
В 1927 году разрабатывается учебный самолёт Поликарпова У-2 (с 1944 года По-2), который завоевал признание как очень удачная конструкция лёгкого и дешёвого многоцелевого и учебного самолёта. По-2 сыграл большую роль в подготовке лётчиков в лётных школах и аэроклубах Осоавиахима, он выпускался до 1954 года в различных модификациях для гражданского и военного применения, став одним из самых массовых самолётов мира.
В феврале 1928 года впервые поднялся в воздух истребитель-полутораплан Поликарпова И-3, который был принят на вооружение и выпускался серийно до 1934 года, став основным истребителем ВВС РККА начала 1930-х и вторым в истории советским истребителем, принятым на вооружение, после И-2 Григоровича. В это же время КБ Поликарпова перебазировалось с авиазавода № 1 на опытный авиазавод № 25, сформировав ядро его конструкторского бюро.

#### Авиазавод № 25
28 февраля 1928 г. Поликарпов был официально назначен техническим директором и главным конструктором государственного авиазавода № 25. Ядро КБ Поликарпова (ОСС — Отдел сухопутного самолётостроения) в период 1926—1932 годов состояло из 28 конструкторов, в основном молодых, начинающих свой путь в самолётостроении. Организационно сотрудники распределялась по группам аэродинамики, прочности, общих видов, фюзеляжа, крыла, винтомоторной установки, вооружения и обеспечения производства. Заместителем начальника отдела работал В. М. Ольховский, ведущими по самолётам — С. А. Кочеригин и А. А. Крылов.
В сентябре 1928 года был разработан многоцелевой самолёт (разведчик) Р-5, который оказался одним из лучших в своём классе. Самолёт пошёл в серию с начала 1930 года и вскоре стал «рабочей лошадкой» авиации РККА. В том же году Р-5 занял 1-е место на Международном конкурсе разведывательных машин в Иране, опередив самолёты Великобритании, Голландии и Франции, а в 1934 году хорошо показал себя как спасательный при крушении ледокола «Челюскин». В Аэрофлоте эксплуатировался и после Великой Отечественной войны под маркой П-5.
В сентябре 1928 года в КБ началось проектирование истребителя И-6. После ареста Поликарпова в октябре 1929 года создание машины завершил С. А. Кочеригин. И-6 поднялся в небо 23 мая 1930 года, однако, не выдержав конкуренции с аналогичным истребителем И-5, разработанным в тюремном КБ Н. Н. Поликарповым и Д. П. Григоровичем, не был принят к серийной постройке. Помимо И-6, в планах работ КБ Поликарпова на период 1929-31 годов предусматривалась разработка истребителя И-7, двухместного истребителя Д-2 и тяжёлого истребителя сопровождения ИК-1. С 1927 года в разработке находился также и тяжёлый двухмоторный бомбардировщик ТБ-2 (Л-2).

#### Арест и работа в ЦКБ-39 ОГПУ

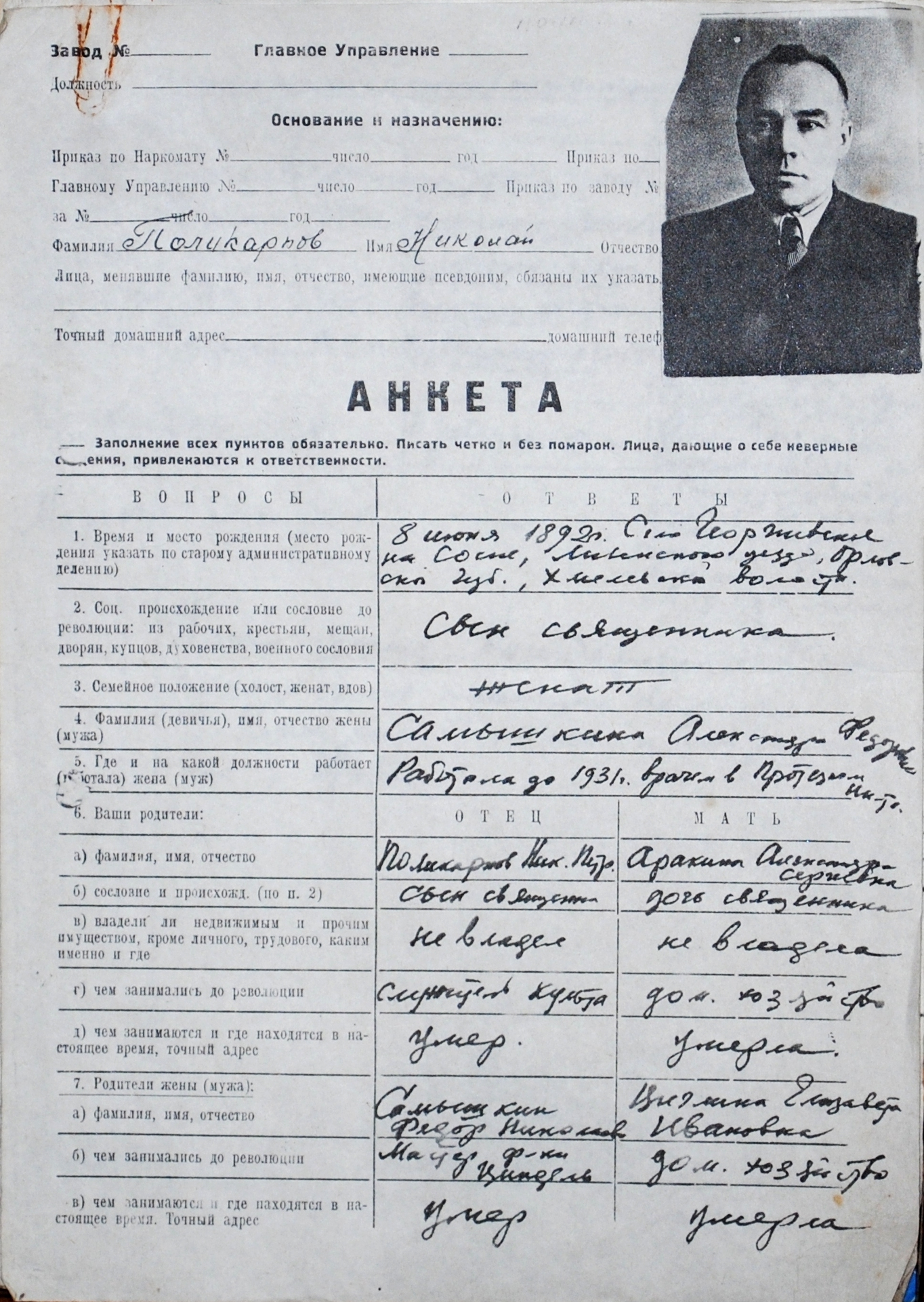
Первый лист анкеты Поликарпова

Вечером 24 октября 1929 года Поликарпов у себя дома был арестован ОГПУ. Ему предъявили обвинение в «участии в контрреволюционной вредительской организации», саботаже и срыве опытных работ, за проявление которых выдавались факты ошибок и недоработок в конструкторской деятельности за последние годы, а также предшествующий конфликт с НТК ВВС, в ходе которого Поликарпов обвинял заказчика в выставлении невыполнимо высоких требований к проектируемым самолётам. Арестам подверглись и другие конструкторы и работники авиапромышленности.
Виновным себя Поликарпов не признал, после недолгого следствия его перевели в Бутырскую тюрьму, где были собраны все заключённые авиаспециалисты, и «как социально чуждого элемента» без суда приговорили к смертной казни:97, однако приговор не был приведён в исполнение.
30 ноября 1929 года с заключёнными встретился заместитель начальника Управления ВВС РККА Я. И. Алкснис. Сославшись на сложность международной обстановки, он призвал их «отдать разум и силы на создание в кратчайший срок истребителя, который превосходил бы машины вероятных врагов». В декабре в Бутырской тюрьме было организовано «Особое конструкторское бюро» под неофициальным техническим руководством Д. П. Григоровича, Н. Н. Поликарпов стал его заместителем, административные посты заняли сотрудники экономического управления ОГПУ. В январе 1930 г. ОКБ перевели на территорию Московского авиазавода № 39 имени В. Р. Менжинского, где заключённые стали жить и работать в специальном ангаре, получившем название «внутренняя тюрьма», а ОКБ было переименовано в «Центральное конструкторское бюро» — ЦКБ-39, которое в марте 1930 г. усилили вольнонаёмными специалистами. Его возглавил начальник Технического отделения Экономического управления ОГПУ А. Г. Горянов-Горный (Пенкнович).
В результате напряжённой работы ЦКБ-39 создало лёгкий манёвренный истребитель-биплан ВТ-11, впоследствии переименованный в И-5. Истребитель впервые поднялся в небо 29 апреля 1930 года, был принят на вооружение и выпускался крупными сериями, прослужив в ВВС РККА около 9 лет. И-5 хорошо зарекомендовал себя в эксплуатации, дальнейшим его развитием стали истребители Поликарпова бипланной схемы И-15 и И-153. Вклад Поликарпова в создание машины был значительным, поскольку конструктивно И-5 базировался на наработках незаконченного проекта И-6.
В феврале 1931 года, находясь в заключении, Поликарпов был назначен начальником конструкторской бригады № 3, получив задание спроектировать истребитель И-11.
18 марта 1931 г. коллегия ОГПУ приговорила Поликарпова к 10 годам лагерей и конфискации имущества, обвинив его в шпионаже, контрреволюционной деятельности и подрыве промышленности (ст. 58-6, 58-7, 58-11).
6 июня 1931 года на Центральном аэродроме прошёл закрытый смотр авиационной техники, на котором присутствовали И. В. Сталин, К. Е. Ворошилов, Г. К. Орджоникидзе. Поликарпов от ЦКБ представил истребитель И-5, который пилотировали В. П. Чкалов и А. Ф. Анисимов, показ прошёл успешно. 28 июня коллегия ОГПУ постановила приговор в отношении Поликарпова считать условным, а 7 июля 1931 года Президиум ЦИК СССР принял решение об амнистии и освобождении части арестованных специалистов, в том числе и Поликарпова. Только в 1956 году — через 12 лет после смерти конструктора — Военная коллегия Верховного Суда СССР отменила прежнее решение Особого совещания при Коллегии ОГПУ и прекратила дело в отношении Поликарпова.
После амнистии и освобождения Н. Н. Поликарпов остался работать на прежней должности.

#### Создание истребителей И-15 и И-16
27 августа 1931 года ЦКБ-39 было введено в состав ЦАГИ. Начальником ЦАГИ был назначен ставленник ОГПУ Н. Е. Пауфлер.
В ноябре 1931 года, после конфликта с главным инженером ЦАГИ А. Н. Туполевым, Поликарпов был смещён с должности начальника бригады № 3 и переведён из ЦКБ в ЦАГИ рядовым инженером, бригаду возглавил инженер Г. И. Бертош.
В конце ноября 1931 года начальником ЦКБ и одновременно заместителем начальника ЦАГИ был назначен С. В. Ильюшин, знавший Поликарпова ещё с Гражданской войны.
4 мая 1932 года, когда в ходе реорганизации бывшая бригада Поликарпова № 3 и конструкторская бригада № 4 П. О. Сухого сливались в единую бригаду № 3 под руководством П. О. Сухого, Н. Н. Поликарпов и Г. И. Бертош по рекомендации С. В. Ильюшина были назначены заместителями П. О. Сухого.
Объединённая бригада должна была к середине 1933 года выпустить на испытания истребитель-моноплан И-14 (АНТ-31) с двигателем воздушного охлаждения М-38 и истребитель-полутораплан И-13 с двигателем жидкостного охлаждения М-32.
П. О. Сухой в этот период сосредоточил свои усилия на разработке пушечного истребителя-моноплана И-14 (АНТ-31) с убирающимся шасси и максимальной скоростью до 380 км/час, а Г. И. Бертош — на разработке И-13 на базе туполевского истребителя И-8. Поликарпов в этих работах не участвовал.
В июле 1932 года Н. Н. Поликарпов получил от С. В. Ильюшина задание разработать истребитель-полутораплан И-14а с двигателем воздушного охлаждения. И-14а проектировался на основе И-13, над которым Поликарпов работал ещё до снятия с должности, и продолжал ряд истребителей-бипланов И-5 и И-6. Высокоманёвренный биплан И-14а должен был тактически дополнить скоростной моноплан И-14 (АНТ-31) П. О. Сухого. Кроме того, при возможной задержке в разработке И-14, обусловленной наличием значительного количества новшеств, И-14а Поликарпова мог послужить определённой страховкой получения нового истребителя. Параллельно с бипланом И-14а Поликарпов в инициативном порядке делает первые наброски своего варианта скоростного истребителя-моноплана, планируя сделать значительный скачок в скорости, достигнув рубежа 400 км/час.
П. О. Сухой предоставил Н. Н. Поликарпову полную возможность заниматься своими разработками, а Поликарпов, в свою очередь, никак не вмешивался в разработки П. О. Сухого.
В декабре 1932 года проект И-14а был переименован в И-15, а конструкторский коллектив Поликарпова развёрнут в отдельную бригаду № 5 ЦКБ ЦАГИ. 13 февраля 1933 года приказом Главного управления авиационной промышленности на заводе № 39 им. Менжинского вновь было создано ЦКБ, организационно независимое от ЦАГИ. Официально оно именовалось «ЦКБ опытного самолётостроения лёгких самолётов и войсковых серий». Начальником нового ЦКБ и заместителем директора завода № 39 по конструкторской части был назначен С. В. Ильюшин. Бригада № 5 Н. Н. Поликарпова перешла в новое ЦКБ в полном составе и стала именоваться бригадой № 2 ЦКБ-39 (по истребителям).
С февраля 1933 года по июль 1936 года Поликарпов работает начальником бригады № 2 ЦКБ на базе авиазавода № 39.
В середине 1933 года в связи с трудностями в доводке И-14 (АНТ-31) П. О. Сухого руководство ВВС обращает внимание на инициативный проект скоростного истребителя-моноплана бригады Поликарпова, который получил название И-16 (ЦКБ-12), и работы в этом направлении активизируются. И-14 П. О. Сухого совершил первый полёт 27 мая 1933 года, истребители Поликарпова впервые поднялись в небо 23 октября (И-15) и 30 декабря (И-16), пилотировал машины лётчик-испытатель завода № 39 Валерий Чкалов. Руководство ВВС отдало предпочтение И-16 Поликарпова как более дешёвому и технологичному (деревянно-металлическая, т. н. смешанная конструкция против цельнометаллической И-14) при несколько более высоких лётных характеристиках, перспективах доводки и освоения в производстве. И-15 и И-16 поступили в серийное производство и на вооружение армии, причём И-16, показав сочетание высоких скоростных и манёвренных качеств, стал одним из наиболее передовых истребителей своего времени, простояв на вооружении ВВС РККА до 1944 года.
Пилотаж на И-16 демонстрировался группой «Красная пятёрка» и индивидуально Валерием Чкаловым на первомайском параде 1935 года и последующем смотре авиационной техники, который проходил на Центральном аэродроме. Сталин отметил самолёт и после полётов беседовал с Поликарповым. Нарком Серго Орджоникидзе сделал представление в ЦК ВКП(б), в котором охарактеризовал конструктора как «одного из способнейших работников нашей авиации». 5 мая 1935 г. Николай Поликарпов с формулировкой «за выдающиеся заслуги в деле создания новых высококачественных конструкций самолётов» был награждён орденом Ленина, этим же указом был награждён и Валерий Чкалов, фактически ставший ведущим лётчиком-испытателем КБ Поликарпова. Несмотря на это, отношение к Поликарпову со стороны руководства было сложным: занимая высокий пост, он не являлся членом партии, будучи верующим, всегда носил крест, за что его называли «крестоносцем». На этом фоне внимание со стороны Сталина и работа в КБ уже известного лётчика-испытателя Чкалова значили для конструктора много.
В советских ВВС биплан И-15 (и его дальнейшее развитие И-15бис, И-153) представлял собой концепцию высокоманёвренного истребителя воздушного боя, моноплан И-16 тактически дополнял его как скоростной истребитель-перехватчик. Таким образом самолёты разработки Поликарпова вновь составили основу истребительного парка ВВС 1934—1940 годов, а сам конструктор заслужил репутацию «короля истребителей».

#### Экспериментальный истребитель И-17
Проект скоростного истребителя И-17 с рядным V-образным двигателем жидкостного охлаждения Поликарпов начал прорабатывать с 1933 года. Конструктивно он был аналогичен И-16 и имел смешанную конструкцию. Всего было изготовлено 3 экземпляра: ЦКБ-15 (сентябрь 1934 г.), ЦКБ-19 (16 сентября 1935 г.) и ЦКБ-19бис (ноябрь 1936 г.). На самолёте планировалось достичь рубежа скорости в 500 км/ч, который, по разным источникам, либо был преодолён, либо к нему удалось вплотную приблизиться. Первоначально проект шёл в русле передового самолётостроения: И-17 создавался в одно и то же время, имел схожую компоновку и сопоставимые лётные характеристики с первыми моделями немецкого «Messerschmitt Bf.109» и английского «Spitfire». Французский двигатель «Hispano-Suiza 12Ybrs» вскоре был заменён отечественной лицензионной копией М-100. На ЦКБ-19бис была удачно испытана мотор-пушка ШВАК (20 мм), стреляющая через полый вал винта. И-17 имел неплохую манёвренность и значительно лучшую, по сравнению с И-16, устойчивость в полёте, из недостатков отмечалась тесная неудобная кабина с плохим обзором при посадке, слабое шасси (ЦКБ-15). 1 мая 1936 г. самолёт демонстрировался на первомайском параде, в 1937 г., как спортивный, без вооружения, — на авиационных выставках в Париже и Милане. Один из И-17 сохранился до наших дней в музее В. П. Чкалова. Хотя машина не пошла в серию, на ней впервые в СССР была проработана и реализована аэродинамическая схема истребителя с двигателем жидкостного охлаждения и установкой мотор-пушки ШВАК в развале блока цилиндров.
Работы над проектом продолжались до начала 1939 г. Предполагалась установка на И-17 моторов М-103 и М-105 (варианты И-172 и И-173). Помимо названных, в середине 30-х годов было разработано целое семейство проектов вариантов И-17. Реализованы они не были по ряду причин, среди которых переезды КБ Поликарпова с завода на завод, работа одновременно на нескольких заводах, загрузка КБ серийным производством и модернизацией И-15 и И-16, временный уход из КБ Чкалова, который участвовал в рекордных перелётах, проблемы с созданием отечественных двигателей жидкостного охлаждения. Опыт создания И-17 использовался Поликарповым при разработке проекта И-200, постройке ИТП и ВП.

#### Дальнейшая работа

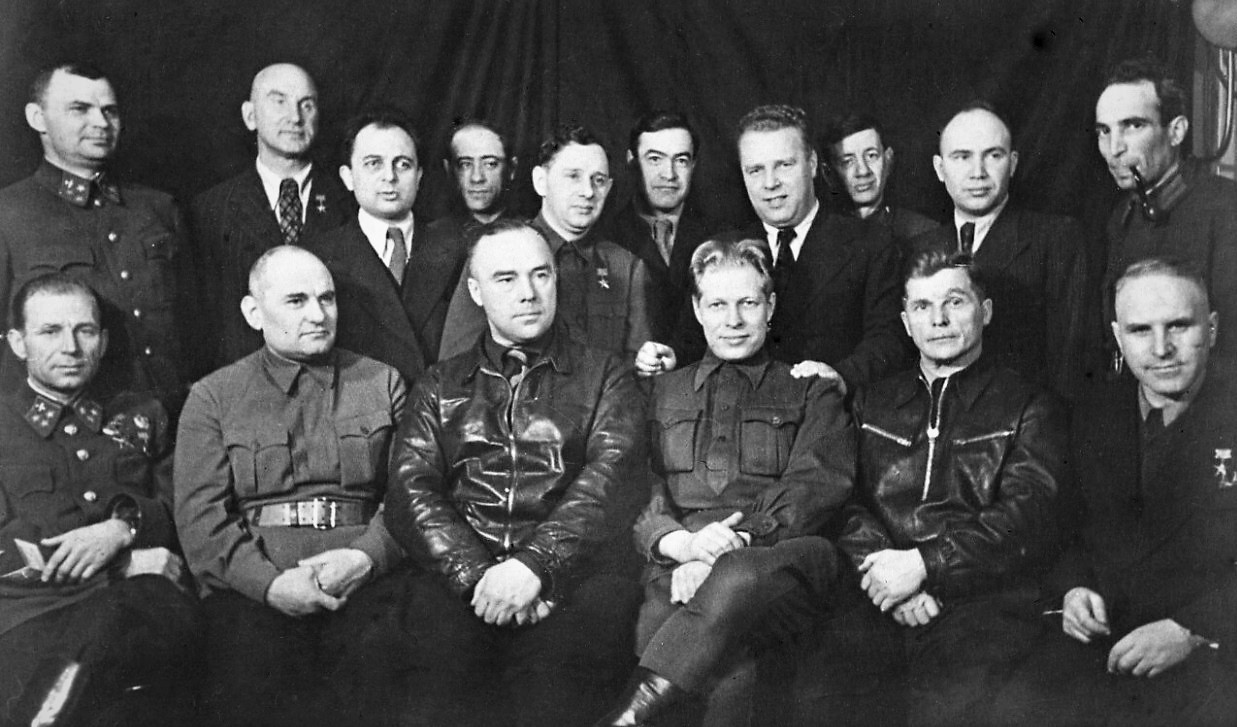
Работники оборонпрома в редакции газеты «Правда» (Поликарпов третий слева в первом ряду). 1942 г.

В ноябре 1935 года, пройдя курс обучения в аэроклубе при заводе № 39, Поликарпов получил удостоверение гражданского пилота 4-го класса.
В 1936 году Поликарпов организует конференцию авиаконструкторов СССР по живому обмену опытом, на которой открыто знакомит всех с работами своего КБ, однако среди коллег эта инициатива не получила поддержки (возможно, из-за складывающейся атмосферы недоверия и доносительства в преддверии Большого террора). В КБ Поликарпова начались инициативные работы над двухмоторным трёхместным многоцелевым самолётом. Главной идеей проекта было то, что самолёт имел несколько различных схем полезной нагрузки и в зависимости от целевого назначения (воздушный танк ВТ, ближний бомбардировщик, самолёт воздушного боя СВТ, многоместный пушечный истребитель МПИ) мог быть быстро переоборудован в полевых условиях. Впоследствии проект переименовали в ВИТ-1 (воздушный истребитель танков, ведущий конструктор З. И. Журбина[уточнить]). Были выполнены проекты истребителей И-164 и И-165, которые представляли собой модернизацию И-16 с новым мотором М-62 и, согласно расчётам, могли перешагнуть рубеж в 500 км/ч.
11 августа 1936 года Поликарпов назначен главным конструктором сразу двух заводов: № 84 в Химках и № 21 в Горьком. КБ Поликарпова (104 человека) перебазировалось на завод № 84. Условия для работы ухудшились, пришлось затратить много сил на наведение порядка и обустройство опытного производства.
12 декабря 1937 г. Поликарпов избран депутатом Верховного Совета СССР 1-го созыва (1937—1946 гг.) в Совет Национальностей от АССР Немцев Поволжья (по Энгельсскому сельскому избирательному округу № 442).
С января 1938 года Поликарпов — главный конструктор, а затем, с 28 мая, и технический директор авиазавода № 156.
С февраля 1939 года — главный конструктор завода № 1.
С сентября 1940 года и до смерти — директор и главный конструктор завода № 51 НКАП СССР.

#### Создание истребителя И-180
В августе-сентябре 1937 года, после тщательного анализа развития авиации и опыта боёв в Испании и Китае, Николай Поликарпов пришёл к выводу, что возможности модернизации И-16 подходят к концу и нужен новый истребитель со скоростью не менее 550 км/ч. В ноябре 1937 года он выполнил проект И-165, впоследствии ставший основой для создания истребителя И-180. Отличием стал двухрядный звездообразный двигатель М-88 Запорожского завода № 29, который ещё проходил испытания, и винт регулируемого шага.
Однако условия для работы осложнились, волна репрессий в РККА привела к тому, что многие руководители ВВС занимались поисками виновных и взаимными обвинениями, в официальном задании на 1938—1939 годы конкретных требований к перспективному истребителю выдвинуто не было, работы велись во многом инициативным порядком. В декабре 1937 году КБ перевели на опытный завод № 156, Поликарпов был назначен главным конструктором завода на место репрессированного А. Н. Туполева (по замыслу М. М. Кагановича, для искоренения «туполевщины» и «петляковщины». Между заводом и КБ возник конфликт, конструкторов не пускали на завод, их задания саботировали. 28 мая 1938 года Поликарпова назначили техническим директором завода, что ещё более отвлекало от работы, начались склоки с обвинениями в зажиме им выпуска машин П. О. Сухого в свою пользу.
Первый И-180 был построен в конце 1938 года, курировал работы заместитель Поликарпова Дмитрий Людвигович Томашевич. Машину планировали поднять в воздух до окончания 1938 года, что вызывало спешку и нервозность, доводка нового двигателя М-88 ещё не была закончена. 15 декабря 1938 года в первом полёте на И-180 произошла катастрофа, самолёт упал на посадочном курсе, не дотянув до аэродрома после нормально выполненного полёта, лётчик Валерий Чкалов погиб. К этому времени Чкалов был уже не просто лётчиком-испытателем, а одним из самых известных в стране людей, активным общественным деятелем, депутатом Верховного Совета СССР. Расследовавшая происшествие комиссия пришла к выводу, что причиной стал отказ мотора на малой высоте и халатное отношение к подготовке вылета (самолёт отправлялся в полёт с многочисленными недоделками). Ведущий конструктор Д. Л. Томашевич и ряд других лиц были репрессированы, на Поликарпова вина не возлагалась.
Гибель Чкалова стала сильнейшим ударом для Поликарпова, его работы были парализованы почти на 2 месяца, 5 февраля 1939 г. он был освобождён от должности технического директора завода № 156 и назначен главным конструктором завода № 1, туда же переведено и КБ, которое включало три структурных подразделения: КБ-1 (манёвренные истребители), КБ-2 (скоростные истребители-монопланы), КБ-3 (бомбардировщики и многоцелевые самолёты).
27 апреля 1939 г. лётчик-испытатель С. П. Супрун поднял в воздух второй И-180-2, лётные испытания И-180 проходили без серьёзных замечаний. Самолёт демонстрировался на первомайском параде 1939 года, однако выпуск войсковой серии И-180 задерживался, завод № 21 (представитель КБ Поликарпова М. К. Янгель) был загружен серийным выпуском И-16 и, создавая истребитель И-21 своей разработки, не хотел заниматься чужими проектами. 5 сентября 1939 г. в 53-м полёте при невыясненных обстоятельствах разбился второй экземпляр И-180-2, лётчик-испытатель Т. П. Сузи погиб. 3-й экземпляр построен в феврале 1940 года на заводе № 1. В апреле заводом № 21 выпущены первые 3 серийные И-180, их заводские испытания продолжались до 4 июля 1940 г. 5 июля в испытательном полёте разбился ещё один И-180, лётчик Афанасий Прошаков не смог выйти из штопора и покинул машину на парашюте. Отношение к самолёту было сложным, вызывали сомнение его штопорные характеристики, интерес к истребителям с двигателями воздушного охлаждения падал, многие стали считать их устаревшими и неперспективными при скоростях более 500 км/ч. Ведущий лётчик-испытатель Е. Г. Уляхин давал такую оценку машине: «По манёвру самолёт очень близок к И-16, но более устойчив и лучше на виражах, посадке и устойчивости в полёте». Самолёт превосходил по скорости и манёвренности основной истребитель германских ВВС Bf-109Е, лётчикам переучиваться с И-16 на И-180 было несложно. Однако вскоре из-за дефектов было остановлено производство двигателей М-88, что привело к остановке серийной постройки И-180 в августе 1940 года, а в конце года выходит решение о полном снятии самолёта с производства. В октябре 1940 г. решением НКАП завод № 21 начал подготовку к выпуску ЛаГГ-3 конструкции ОКБ Лавочкина с совершенно иной технологией. К этому времени Поликарпов уже работал над дальнейшим развитием истребителя с двигателем воздушного охлаждения И-185.

#### Последние годы
В 1939 году Поликарпов был направлен в командировку в нацистскую Германию. В его отсутствие директор завода П. А. Воронин и главный инженер П. В. Дементьев выделили из состава КБ часть подразделений и лучших конструкторов (в том числе М. И. Гуревича) и организовали новый опытный конструкторский отдел, а по сути — новое КБ под руководством Артёма Микояна. Заодно Микояну передали проект нового истребителя И-200 (будущий МиГ-1), который Поликарпов направил в Наркомат авиационной промышленности на утверждение перед своей поездкой в Германию. Затем в старом ангаре на окраине Ходынки на бывшей территории ОЭЛИД ЦАГИ для Поликарпова был создан новый государственный завод № 51, не имевший никакой собственной производственной базы и даже здания для размещения КБ (в настоящее время — ОКБ и опытный завод имени Сухого, которому производство было передано в 1953 году). На этом небольшом (по сравнению с предыдущим) заводе, а также в сложных условиях эвакуации, были созданы истребители И-185, ИТП, ТИС (каждый в нескольких вариантах), боевой десантный планёр (БДП, МП), ночной бомбардировщик НБ и начата целая серия проектов, не оконченных в связи со смертью Поликарпова.
В акте по результатам государственных испытаний истребителя И-185 М-71 «эталон для серии» от 29 января 1943 года, утверждённом главным инженером ВВС РККА генерал-лейтенантом А. К. Репиным, самолёт Поликарпова назван «лучшим современным истребителем»:171. За этот самолёт в марте 1943 года Поликарпову была присуждена Сталинская премия I степени.
Во второй половине 1943 года КБ Н. Н. Поликарпова было переведено в подчинение 18-го Главного управления НКАП СССР, на которое возлагались работы по реактивной авиации и ракетной технике.
По указанию нового руководства Н. Н. Поликарпов приступил к разработке ракетного перехватчика «Малютка» и учебного самолёта с ракетным двигателем. Также на КБ Поликарпова возложили разработку крылатой ракеты (самолёта-снаряда) «по типу» немецкого V-1, получившего наименование «самолёт 22» или С-22. Создание пульсирующего двигателя для С-22 возлагалось на В. Н. Челомея.
В декабре 1943 г. первый экземпляр С-22 без оборудования был подвергнут продувкам в натурной аэродинамической трубе ЦАГИ Т-101.
По результатам работ по С-22 решением ГКО от 13 июня 1944 г. КБ завода № 51 была задана разработка самолёта-снаряда 10Х. 30 июля 1944 года Н. Н. Поликарпова не стало.
После смерти Поликарпова его КБ возглавил В. Н. Челомей, которому поручили разработку крылатых ракет:239.

#### Завершение карьеры и кончина

Могила на Новодевичьем кладбище

С 1943 года одновременно с работой в ОКБ Поликарпов — профессор и заведующий кафедрой проектирования самолётов Московского авиационного института.
Умер 30 июля 1944 года от рака желудка. Похоронен в Москве на Новодевичьем кладбище (участок № 1).

## Неофициальный «титул»
В авиационных кругах Поликарпова называли «королём истребителей», так как на протяжении почти 10 лет советскую истребительную авиацию вооружали исключительно его машинами.

## Награды
- Герой Социалистического Труда (28 октября 1940)
- два ордена Ленина (5 мая 1935; 28 октября 1940)
- орден Красной Звезды (28 декабря 1936)
- Сталинская премия I степени (14 марта 1941) — за разработку конструкций самолётов
- Сталинская премия I степени (1943) — за создание нового образца боевого самолёта («И-185»)

## Память

Памятник в Орле

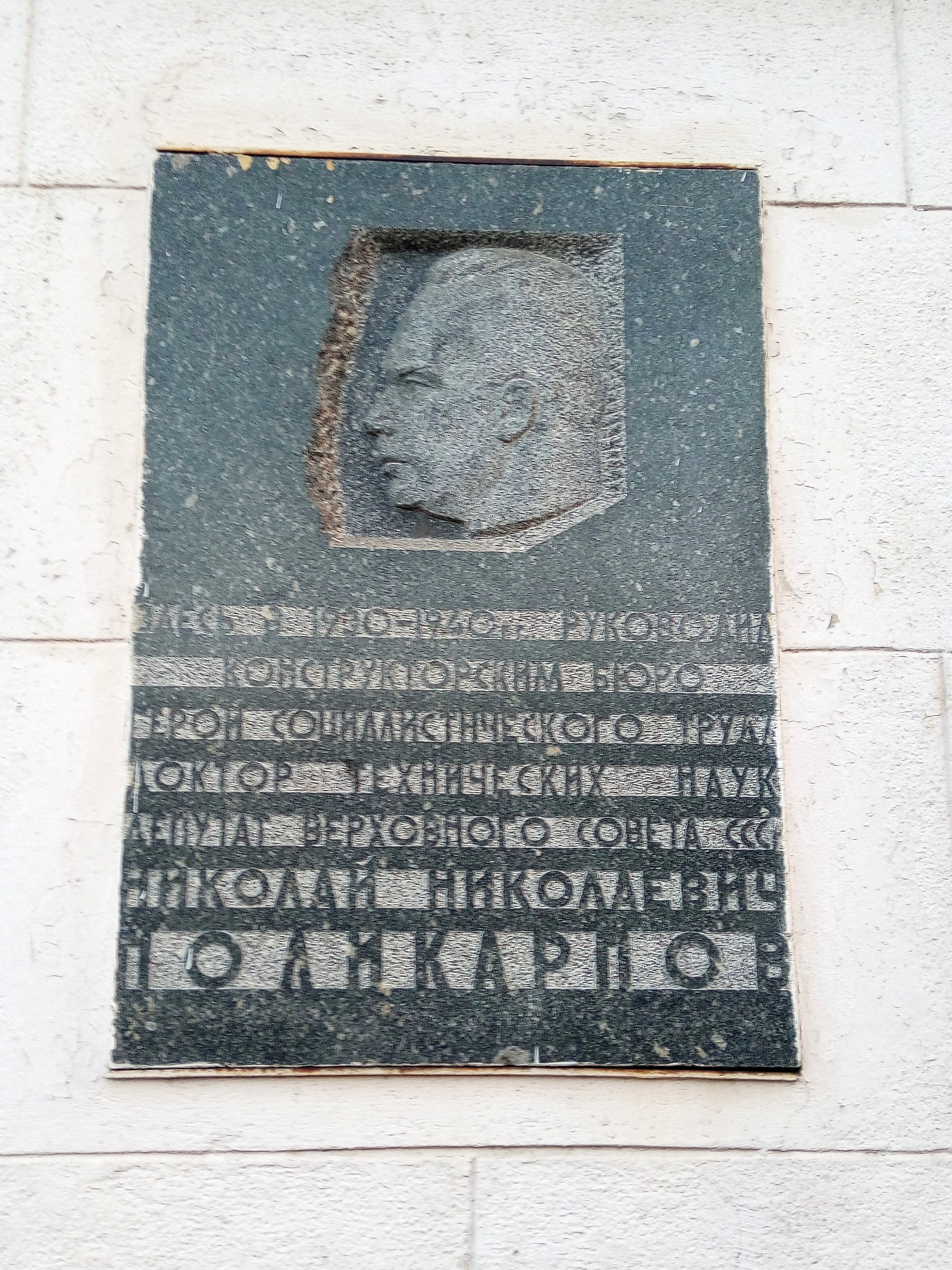
Мемориальная доска Н. Н. Поликарпову на территории АО «РСК „МиГ“» в Москве

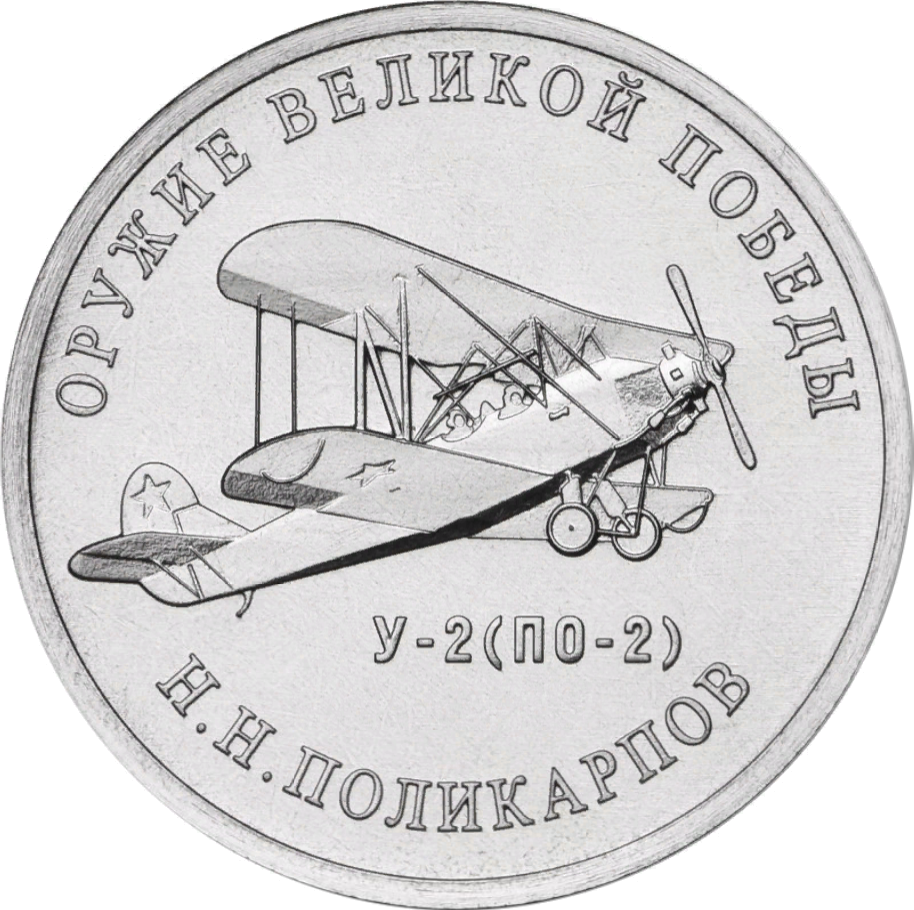
Конструктор Н. Н. Поликарпов, самолёт У-2 (По-2). Монета Банка России — Серия: «Оружие Великой Победы (конструкторы оружия)», медно-никелевый сплав, 25 рублей, 2019 год

- На территории «ОКБ Сухого» создан мемориал, посвящённый Николаю Николаевичу Поликарпову, где ему установлен памятник.
- На доме, где жил Поликарпов (Малый Патриарший переулок, 5), на зданиях Московского авиационного института и АО «РСК „МиГ“» установлены мемориальные доски.
- На родине конструктора в Орле установлен памятник, где Поликарпов сидит на табурете и держит в руке модель самолёта, под табуретом лежат чертежи самолёта. Памятник установлен в одноимённом сквере, располагающемся по соседству с Технологическим институтом Орловского госуниверситета.
- Памятники Поликарпову установлены также в Москве и Ливнах Орловской области.
- В селе Калинино (бывшее Георгиевское) Орловской области создан мемориал и музей Поликарпова.
- Технологическому институту ГУ-УНПК (бывший машиностроительный техникум при политехническом институте) присвоено имя Поликарпова.
- Его именем назван пик на Памире, площадь и улица в Орле, улицы в Москве (улица Поликарпова, с 1967 года) и Ливнах.
- Аллея в Санкт-Петербурге, в Приморском районе.
- В 1978 году издан художественный маркированный конверт, посвящённый конструктору.
- Мемориальная доска в Главном здании СПбГПУ.
- В городе Жуковском в архитектурном комплексе «Создатели авиации России» установлен бюст Н. Н. Поликарпова[39]

## Самолёты Поликарпова

### Разведчики
- Р-1 — двухместный разведчик-биплан. Первый полёт в 1924 году. Глубоко переработанная копия британского de Havilland D.H.9A. Первый серийный советский самолёт, производился до 1932 года. Изготовлено 2,5 тысячи. Экспортировался в Афганистан, Персию, Монголию, Китай. Списаны в 1935 году. Использовались как учебные и почтовые под обозначением П-1[40].
- МР-1 — двухместный морской гидросамолёт-разведчик биплан на основе Р-1. Первый полёт 19 октября 1925 года. Лётчик-испытатель В. Н. Филиппов[41]. Серийно производился в 1927—1929 годах, изготовлено 124 экземпляра. Списаны к концу 1933 года. В составе 68-го авиационного отряда Амурской флотилии использовался в боях в ходе конфликта на КВЖД[17]:106.
- Р-4 — опытный биплан для отработки улучшений Р-1. Первый полёт летом 1926 года. Лётчик-испытатель М. А. Снегирёв. Большинство опробованных на Р-4 улучшений начиная с 1928 года использовали при изготовлении Р-1. Опытный Р-4 применялся в НИИ ВВС до своего списания в декабре 1930 года[42][43].
- Р-5 — двухместный разведчик-штурмовик биплан собственной конструкции. Первый полёт 19 сентября 1928 года. Производился в 1930—1936 годах, изготовлено шесть тысяч. Участвовал в боях в Китае, Монголии, Испании и в Великой Отечественной войне как ночной бомбардировщик до 1942 года и как почтово-транспортный под обозначением П-5 до конца 1940-х годов[44].
- Р-Z — развитие Р-5, первый полёт в 1935 году. Производился в 1936—1937 годах. Изготовлено более тысячи. Участвовал в боях в Испании, Монголии, Финляндии и в Великой Отечественной войне вместе с Р-5. Как почтово-транспортный обозначался П-Z.

### Истребители
- И-1 — истребитель. Первый полёт в 1923 году. Из-за ошибок в проектировании, которые привели к нескольким авариям, самолёт не был запущен в серийное производство. Всего было выпущено 18 экземпляров[45].
- 2И-Н1 — двухместный истребитель. Первый полёт в 1926 году. При проведении лётных испытаний самолёт показал очень хорошие лётные качества. Во время проведения девятого испытательного полёта произошла авиакатастрофа, в результате которой погибли лётчики-испытатели, после этого работы по 2И-Н1 не возобновлялись[46].
- И-3 — истребитель. Первый полёт в 1928 году. Серийно самолёты производились до 1931 года. Всего было построено 399 экземпляров. Истребитель в боевых действиях не участвовал. В конце 1934 года И-3 сняли с вооружения[47].
- Д-2 (ДИ-2) — двухместный истребитель. Первый полёт в 1929 году. Создан на базе И-3. Предназначался для воздушного боя и разведки[48].
- И-5 — истребитель-полутораплан. Первый полёт в 1930 году. Серийный выпуск продолжался до 1934 года. Было выпущено в общей сложности более 800 истребителей. И-5 находились на вооружении до 1939 года[49].
- И-6 — одноместный истребитель. Первый полёт в 1930 году. Проектировался для замены И-3. Всего было построено три опытных экземпляра[50].
- И-15 — истребитель. Первый полёт в 1933 году выполнил Валерий Чкалов. По своим лётным характеристикам самолёт превосходил все имеющиеся в СССР истребители. Серийное производство продолжалось до 1935 года. Всего было изготовлено 384 самолёта. В ноябре 1935 года И-15 установил мировой рекорд высоты — 14 575 м. Самолёты участвовали в боевых действиях в Испании, в боях у реки Халхин-Гол[51].
- И-15 бис — одноместный истребитель-биплан. Первый полёт в 1937 году. Серийный выпуск начался с осени 1937 года. Всего было построено 2408 самолётов. Самолёт участвовал в боевых действиях в Испании, Китае, на Халхин-Голе и в советско-финляндской войне. Во время Великой Отечественной войны до 1942 года использовался в качестве штурмовика[52].
- И-153 — истребитель. Первый полёт в 1938 году. Самолёт считается самым удачным истребителем-бипланом в мире. Однако он был создан, когда время бипланов подошло к концу. Самолёту критически не хватало скорости. За время производства с 1939 по 1941 год было изготовлено 3437 экземпляров. Как истребитель, И-153 устарел ещё до войны. И-153 участвовали в Великой Отечественной войне до середины 1943 года, затем их передали в запасные полки и лётные училища[53].
- И-16 — фронтовой истребитель. Первый полёт совершил 30 декабря 1933 года, лётчик-испытатель Валерий Чкалов. Первый советский истребитель-моноплан с убирающимися в полёте шасси. Этот самолёт участвовал практически во всех мировых военных конфликтах с начала 1930-х до конца 1950-х годов XX века. Всего было изготовлено 10 292 истребителя И-16 различных модификаций[54].
- И-17 — пушечный истребитель с двигателем водяного охлаждения. Первый полёт в сентябре 1935 года, лётчик-испытатель В. Чкалов. На самолёте удалось достичь скорости 500 км/час, И-17 был одним из самых скоростных истребителей в мире. На вооружение принят не был, так как не имел существенных преимуществ перед серийным И-16. Построены только опытные экземпляры[55].
- И-180 — одноместный истребитель-моноплан. Первый полёт 15 декабря 1938 года. Самолёт разрабатывался на смену И-16, с более мощным мотором для достижения большей скорости. В первом полёте произошла авария, которая унесла жизнь Валерия Чкалова. 5 сентября 1939 года на государственных испытаниях второго опытного экземпляра в 53-м полёте при подъёме на потолок погиб при до конца не выясненных обстоятельствах лётчик-испытатель Т. П. Сузи. Было выпущено три опытных образца, которые показывали хорошие лётные характеристики[56]. В середине 1939 г. самолёт был принят к серийному производству на заводе № 21 в Горьком. В 1940 г. было выпущено 10 серийных экземпляров. Постановлением СНК СССР и ЦК ВКП(б) от 2 октября 1940 года[57] серийная постройка И-180 была прекращена.
- И-185 — истребитель. Первый полёт в 1941 году. По скорости, манёвренности, вооружению, простоте управления и живучести И-185 был лучшим советским истребителем. Было изготовлено четыре лётных экземпляра под различные типы двигателей. После прохождения фронтовых испытаний на Калининском фронте самолёт был рекомендован к серийному производству, однако из-за проблем с поставкой двигателей и интригами в наркомате авиационной промышленности самолёт не был запущен в серийное производство. В мае 1943 года все работы по самолёту свернули[58].
- И-190 — манёвренный истребитель. Первый полёт в 1939 году. Полутораплан. Было заложено изготовление двух опытных экземпляров. Во время испытательного полёта первый экземпляр был сильно повреждён. Самолёт не восстанавливали, а второй экземпляр не достраивали[59].
- ТИС — тяжёлый истребитель сопровождения. Первый полёт в 1940 году. Цельнометаллический двухмоторный моноплан. Истребитель комплектовался мощным вооружением. Несмотря на хорошие взлётно-посадочные свойства и положительные отзывы лётчиков, работы по тяжёлому истребителю летом 1944 года были прекращены[60].
- ВП — высотный перехватчик. Низкоплан. Расчёты показывали: скорость на высоте 715 км/ч, потолок 14 750 м. Планировалось построить четыре опытных экземпляра. В сентябре 1944 года работы по созданию высотного перехватчика были прекращены[61]
- «Малютка» — истребитель с ракетным двигателем. Самолёт должен был развивать скорость 890 км/ч у земли и 845 км/ч на высоте 15 000 м. Набор высоты 15 000 м за 2,5 минуты. Работы по указанию наркомата авиационной промышленности закрыли на стадии эскизного проекта[61].

### Учебно-тренировочные истребители
- УТИ-2 — двухместный учебно-тренировочный истребитель. Первый полёт в 1935 году. Создан на базе истребителя И-16 для переучивания пилотов с истребителей-бипланов на новый моноплан. Вооружение на самолёт не устанавливалось. УТИ-2 был выпущен в ограниченном количестве[62].
- УТИ-4 — двухместный учебно-тренировочный самолёт без вооружения. Первый полёт в 1937 году. Обучение лётчиков на этих самолётах продолжалось до 1946 года. В начале Великой Отечественной войны УТИ-4 использовался как разведчик и в качестве связного. За годы серийного производства было выпущено 3400 самолётов[63].
- ДИТ — двухместный истребитель тренировочный. Первый полёт в 1937 году. Создан на базе И-15 бис. Управление осуществлялось из обеих кабин. Известно о трёх построенных экземплярах, причём два из них участвовали в боевых действиях во время Великой Отечественной войны в качестве корректировщиков артиллерийского огня на Южном фронте[64].
- ДИТ-185 — Проект был подготовлен к октябрю 1940 года. Предназначался для обучения и тренировки лётчиков по пилотированию истребителей И-16, И-180 и И-185. Вопрос о запуске в производство ДИТ-185 отложили до появления серийных И-185[65].

### Штурмовики
- ЦКБ-18 — штурмовик. Модификация истребителя И-16. На самолёте увеличили размах крыла до 10 м. В крыльях установили 4 пулемёта, кабина пилота имела бронезащиту. Самолёт был изготовлен в 1935 году в одном экземпляре, однако в дальнейшем проект был закрыт, так как отсутствовал двигатель с достаточной для этого самолёта мощностью[66].
- ВИТ-1[англ.] — противотанковый ударный самолёт. Первый полёт в 1937 году. Трёхместный многоцелевой самолёт. Название расшифровывается как «воздушный истребитель танков». ВИТ-1 изначально рассматривался как опытный самолёт, предназначенный для отработки конструкции и технологии производства[67].
- ВИТ-2 — противотанковый ударный самолёт. Многоцелевой трёхместный двухмоторный цельнометаллический низкоплан с двухкилевым хвостовым оперением и убираемым шасси. Дальнейшее развитие модели ВИТ-1. Первый полёт в 1938 году, лётчик-испытатель В. Чкалов. Самолёт подвергался множеству доработок. По результатам испытаний военными специалистами был сделан вывод, что ВИТ-2 имеет бесспорные преимущества по лётно-техническим характеристикам перед всеми существующими серийными и опытными самолётами данного типа. Было принято решение о запуске самолёта в серийное производство, но окончательно вопрос о заводе для серийной постройки ВИТ-2 так и не был решён. Всего было построено 5 самолётов[68].
- «Иванов» — лёгкий бомбардировщик-разведчик. Первый полёт в 1938 году. В середине 1930-х годов ВВС объявила конкурс под условным названием «Иванов», суть конкурса сводилась к созданию массового многоцелевого самолёта, способного выполнять функции разведчика и лёгкого бомбардировщика. В результате в серию пошёл «Иванов» П. О. Сухого, который получил обозначение Су-2, на поликарповском «Иванове» лётные испытания завершены не были[68].

### Бомбардировщики
- ТБ-2 — тяжёлый бомбардировщик. Первый полёт в 1930 году. Лётные характеристики самолёта были выше, чем у туполевского ТБ-1(АНТ-4), но уступали ТБ-3. Серийно самолёт не производился[68].
- СПБ[англ.] — скоростной пикирующий бомбардировщик. Первый полёт в 1940 году. СПБ был спроектирован на основе ВИТ-2. Во время испытаний самолёта произошло несколько катастроф, что стало поводом для руководства ВВС и авиапромышленности для свёртывания работ по самолёту[69].
- НБ[англ.] (Т} — ночной бомбардировщик. Первый полёт в 1944 году. Конструкция самолёта создавалась в расчёте на крупносерийное производство. Также было принято решение приспособить самолёт и к дневным действиям. На базе НБ разрабатывался и вариант транспортно-пассажирского самолёта. Полёты и дальнейшие работы по самолёту были прерваны смертью Н. Н. Поликарпова[68].

### Самолёт первоначального обучения
- По-2 (У-2) — многоцелевой тренировочный самолёт. Первый полёт в 1927 году. Одномоторный двухместный биплан. Изначально самолёт проектировался как учебный. Самолёт применялся в различных сферах действиях авиации: учебный, почта, медицина и боевые действия. У-2 не требовал больших аэродромов, он мог взлетать и садиться на неподготовленные площадки. Многие годы У-2 оставался единственной машиной для первоначального обучения в лётных школах. Во время Великой Отечественной войны многие самолёты были переделаны в лёгкие ночные бомбардировщики. Самолёт выпускался до 1953 года. Всего было изготовлено около 40 000 экземпляров[70].

### Пассажирский самолёт
- ПМ-1[англ.] — пассажирский самолёт. Первый полёт в 1925 году. Самолёт строился для перелёта Москва-Пекин. Один пилот, пять пассажиров или 540 кг груза. Заказ был на постройку десяти самолётов, однако после аварии производство самолётов было прекращено[71].

### Планёры
- БДП — десантный планёр. Первый полёт в 1941 году. Планёр проектировался для возможности переброски 16 десантников. Экипаж два человека. Первоначально планировалась постройка 100 планёров. Однако заказ не был выполнен, производство посчитали слишком дорогим. В 1942 году планёр передали для эксплуатации в Аэрофлот для перевозки крупногабаритных грузов[72].
- МП — на основе БДП был разработан мотопланер. На планёре БДП на крыле устанавливали два двигателя. В ненагруженном состоянии планёр мог взлетать самостоятельно, а с полной нагрузкой взлёт и полёт к цели осуществлялся за самолётом-буксировщиком. МП был рекомендован к серийному производству, однако к концу войны уже не было необходимости в такого типа самолётах, и серийно МП не выпускался[72].

## Значение для советского авиастроения
С самолёта Р-1 выросла авиапромышленность СССР. Вплоть до 1930 года Р-1 являлся самым массовым самолётом, выпускаемым в СССР. В 1928 под руководством Поликарпова был создан учебно-тренировочный самолёт У-2, ставший впоследствии одним из самых массовых и долго эксплуатируемых самолётов мира. Руководил созданием истребителей Поликарпов И-15 (1933), И-16 (1933), И-153 («Чайка», 1939), которые создали основу отечественной истребительной авиации в предвоенные годы. Под руководством Поликарпова в 1938—1944 сконструированы опытные военные самолёты И-180, И-185, ИТП, И-190, ТИС и другие. На самолётах Поликарпова совершён ряд дальних перелётов, установлен мировой рекорд высоты.
Среди конструкторов и инженеров, работавших под его руководством — В. К. Таиров, Д. Л. Томашевич, А. И. Микоян, М. И. Гуревич, М. К. Янгель, А. В. Потопалов, Н. Г. Зырин, Н. З. Матюк, М. Р. Бисноват, В. П. Яценко.
|  |  |  |

|  |  |  |  |